# Aequorina

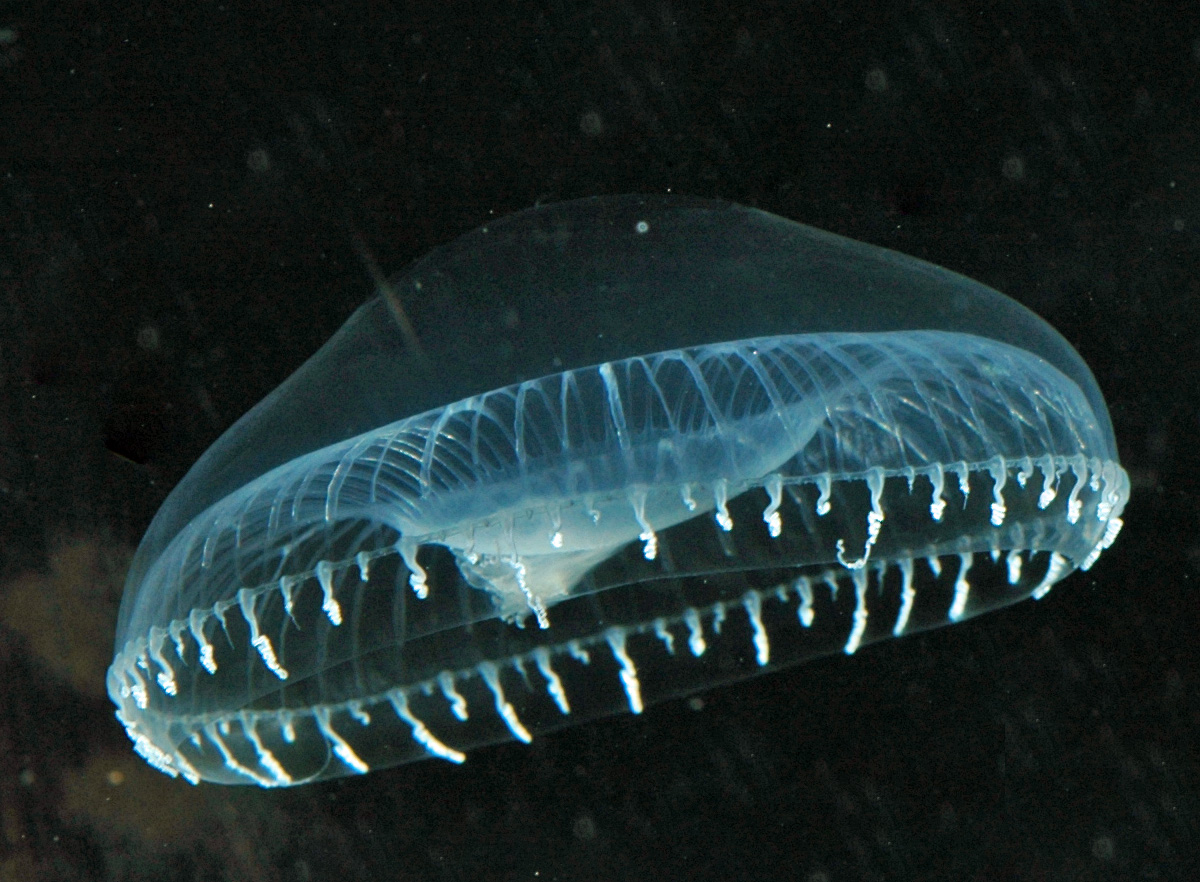
Aequorea victoria

La Aequorina (número EC 1.13.12.5)  es un fotoproteína aislado de medusas luminiscentes como las especies del género Aequorea (por ejemplo, Aequorea victoria) y una variedad de otros organismos marinos.  Fue aislado originalmente del celentérado por Osamu Shimomura.

## Estructura
Aequorina se compone de dos unidades distintas, la apo-aequorinapoproteína, con un peso molecular aproximado de 22 kDa, y la coelenteracina que es una luciferina que actúa de grupo prostético.

## Mecanismo de acción
Los dos componentes estructurales de la aequorina, permiten funcionalidad. La proteína tiene tres centros  de actividad Mano EF que funcionan como sitios de unión de los iones Ca2+. Cuando Ca2+ocupa de esos sitios, la proteína sufre un cambio conformacional y se produce la oxidación de su grupo prostético la coelenteracina, en coelenteramida activada además de CO2. A medida que la activación de la coelenteramida disminuye al estado basal, se emite una luz azul (longitud de onda = 469 nm).

## Usos en la biología y la medicina
Dado que la luz emitida puede ser fácilmente detectada con un Fotómetro, la aequorina se ha convertido en una herramienta útil en la biología molecular para la medición de Ca2+ intracelular. Las células cultivadas que expresan el gen para aequorina efectivamente pueden sintetizarla. Sin embargo, la expresión recombinante produce sólo la apoproteína, por lo tanto es necesario añadir coelenteracina en el medio de cultivo de las células para obtener una proteína funcional y poder usar su emisión de luz azul para medir la concentración Ca2+. Coelenteracina es una molécula hidrófoba, y por lo tanto es fácilmente absorbida a través de las paredes celulares de plantas y hongos, así como la membrana plasmática de eucariotas superiores, haciendo a la aequorina adecuada como (reportero Ca2+) en las plantas, hongos y células de mamíferos.
La Aequorina tiene una serie de ventajas con respecto a otros indicadores de Ca2+: Tiene una baja tasa de escape de las células, carece de los fenómenos de compartimentación intracelular, y no interrumpe las funciones celulares o el desarrollo del embrión. Además, la luz emitida por la oxidación de coelenteracina no depende de una excitación óptica, por lo que los problemas de auto-fluorescencia se eliminan. La principal limitación de la aequorina es que la coelenteracina utilizada como grupo prostético es consumida irreversiblemente para producir luz, por lo que la emisión continuada requiere un continuo suministro de coelenteracina al medio. Todo ello ha conducido a la evolución de otros sensores de calcio genéticamente codificados como el del camaleón (sensor calmodulina) basado en, desarrollado por Roger Tsien y el sensor basado en la troponina, TN-XXL, desarrollado por Oliver Griesbeck.